# Gilgamesh, Enkidu et les Enfers
Gilgamesh, Enkidu et les Enfers ou Gilgamesh aux Enfers est un récit mythologique en sumérien, faisant partie du cycle de textes mettant en scène le héros Gilgamesh (Bilgamesh dans le texte, forme ancienne de son nom), roi d'Uruk, en particulier son lien avec le monde infernal, puisqu'il est également une divinité des Enfers.
Ce texte est connu par des copies qui en ont été faites dans des établissements scolaires du début du IIe millénaire av. J.-C., à Nippur et Ur, ainsi que des fragments provenant de Me-Turan.
Ce texte commence par un prologue mythologique : après la création du Monde, une tempête s'abat sur l'embarcation du dieu Enki alors qu'il rejoint le monde inférieur, et elle abat un peuplier. Celui-ci est récupéré par la déesse Inanna, qui le replante dans son temple à Uruk, où il s'épanouit, et la déesse désire utiliser son bois pour son mobilier, mais elle réalise qu'il a été infesté par des créatures maléfiques. Elle demande l'aide de son frère le dieu-soleil Utu, qui reste sourd à ses suppliques, puis à Gilgamesh, roi d'Uruk, qui abat l'arbre et ses démons, et donne à la déesse le bois qu'elle désirait. Avec le bois restant, il réalise deux objets, peut-être des sortes de jouets, ou des objets rituels. Gilgamesh et d'autres jeunes gaillards d'Uruk jouent à longueur de journée avec ces objets, au point que leurs épouses s'en plaignent auprès des dieux, et les deux objets tombent dans un trou qui va jusqu'aux Enfers. Devant la tristesse de Gilgamesh, son fidèle serviteur Enkidu se propose d'aller les récupérer, malgré les réticences de son maître, qui le prévient de bien se comporter devant la maîtresse des lieux, la déesse Ereshkigal. Mais il fait fi de ces avertissements, et finit capturé par la Reine des Enfers qui le garde dans le monde des morts. Gilgamesh s'en plaint alors auprès du grand dieu Enlil, qui reste sourd à des suppliques, puis auprès du dieu sage Enki, qui accepte de lui prêter secours : il demande au dieu-soleil Utu de laisser l'ombre (le spectre) d'Enkidu remonter à la surface à l'aube.
Au cours de ce qui doit être leur dernière brève entrevue, Gilgamesh interroge Enkidu sur les conditions de vie des défunts aux Enfers. Ce dialogue sur le sort des morts après leur trépas constitue le cœur du propos du récit, et un des documents les plus précieux sur la mythologie de la mort en Mésopotamie antique. Il apparaît ainsi que plus un homme a de fils, plus il a de personnes pour l'honorer après sa mort, et dispose donc d'une meilleure condition que ceux qui en ont eu moins, ou aucun. De même ceux dont le cadavre n'a pas pu être enterré dans son intégralité, parce qu'ils sont morts d'une maladie décomposant leur corps ou d'une mort violente, ont une condition défavorable. Il en va de même pour ceux qui ont causé du déshonneur à leurs parents. En revanche ceux qui n'ont pu accomplir leur destinée de leur vivant, comme les enfants morts en couches, ont une meilleure condition que les autres après leur mort. Ceux qui sont morts brûlés et ont disparu en fumée ne peuvent aller aux Enfers, ce qui en fait la pire mort possible pour les Mésopotamiens. 
Certaines versions du texte semblent se terminer sur ce discours, d'autres (provenant d'Ur et de Me-Turan) en revanche poursuivent par un développement sur les manières de rendre les honneurs aux défunts. En particulier le texte se lamente sur le sort des enfants de Sumer et d'Akkad, notamment de Girsu, qui ont été tués par les Amorrites, allusions aux événements marquant la fin de la troisième dynastie d'Ur, et sur celui de certains parents de Gilgamesh qu'il honore incorrectement ; le roi décide donc de faire leurs statues afin de servir dans leur culte funéraire, et de dire aux gens de Girsu d'en faire autant pour leurs propres aïeux. convient d'établir leur culte funéraire. Cela fait écho au fait que l'on sait par d'autres textes qu'une fête consacrée aux défunts avait lieu dans cette ville en un lieu nommé « Quai de Gilgamesh ».
La seconde partie du texte a été traduite en akkadien et reprise pour constituer la « XIIe tablette » de la version standard de l’Épopée de Gilgamesh, un supplément tardif postérieur au reste du texte, sans rapport narratif avec le reste.